# ولیکو ووکوج
ولیکو ووکوج (به لاتین: Veliko Vukovje) یک زیستگاه انسانی در کرواسی است.

## خصوصیات
ولیکو ووکوج ۱٬۰۰۰ نفر جمعیت دارد.